# 石本寅三
石本 寅三（いしもと とらぞう、1890年（明治23年）11月5日 - 1941年（昭和16年）3月13日）は、日本の陸軍軍人。最終階級は陸軍中将。

## 経歴
本籍兵庫県。石本新六陸軍中将の三男として生れる。陸軍中央幼年学校予科、同校本科を経て、1911年5月、陸軍士官学校（23期）を卒業。同年12月、騎兵少尉に任官し、騎兵第14連隊付となる。陸軍騎兵学校付などを経て、1922年11月、陸軍大学校（34期）を首席で卒業した。
騎兵第14連隊中隊長、陸軍省軍務局付勤務、ドイツ駐在、ドイツ大使館付武官補佐官を務める。帰国後、参謀本部付、陸軍兵器本廠付、参謀本部員兼陸大教官、兼軍令部参謀などを歴任。1933年4月、騎兵集団参謀となり、関東軍参謀、陸軍兵器本廠付（陸軍省調査班長）などを歴任し、二・二六事件の軍法会議判士を務めた。
1936年8月、軍務課長に就任。以後、騎兵第25連隊長、駐蒙兵団参謀長を務め、1938年3月、陸軍少将に進級。駐蒙軍参謀長、兵器本廠付、農林省馬政局次長、兵務局長など歴任。1940年12月、陸軍中将となり第55師団長に親補されたが、1941年3月、在任中に死去した。

## 親族
- 兄 石本恵吉（実業家）・石本憲治（南満洲鉄道理事）[1]
- 弟 石本巳四雄（東京帝国大学教授・理学博士）・石本五雄（陸軍少将）[1]
- 義父 芳賀矢一（妻の父、国文学者）[1]
- 義兄弟 瀧川政次郎（法学博士）[1]
- 従兄弟 安達十六（陸軍少将）・安達十九（陸軍中将）・安達二十三（陸軍中将）